# Wiktor Petrowitsch Uljanitsch
Wiktor Petrowitsch Uljanitsch (russisch Виктор Петрович Ульянич, englische Schreibung Viktor Petrovich Ulyanich; * 26. Februar 1949 in Krasnoarmijsk, Oblast Donezk; † 27. November 2014) war ein sowjetischer Boxer. Er wurde 1973 Europameister und 1975 Vize-Europameister der Amateure im Schwergewicht.

## Werdegang
Wiktor Uljanitsch begann im Jahre 1964 in Rostow am Don bei der Sportvereinigung "Wodnik" mit dem Boxen. Mit 18 Jahren trat er in die Armee ein und startete ab diesem Zeitpunkt für einen Armeesportklub. Der dunkelhaarige Uljanitsch war bei einer Größe von 1,88 Metern und einem Gewicht von ca. 100 kg ein wuchtiger, aber auch technisch versierter "echter" Schwergewichtler.  Nach Beendigung seiner Boxerlaufbahn war er als Trainer im Jugend- und Juniorenbereich tätig.
1969 wurde er sowjetischer Juniorenmeister im Schwergewicht. Ab 1970 startete er regelmäßig bei den sowjetischen Meisterschaften der Senioren. Dabei blieben ihm aber bis 1974 größere Erfolge verwehrt. Er schied meist schon im Achtelfinale oder sogar noch früher aus und kam deshalb in jenen Jahren nie über den 9. Platz hinaus. Der erste Medaillengewinn bei einer sowjetischen Meisterschaft gelang ihm dann im Jahre 1974, als er das Halbfinale erreichte, in dem er allerdings gegen Jewgeni Gorstkow nach Punkten verlor. Das Halbfinale bei dieser Meisterschaft erreichte er auch 1975. Er unterlag in diesem aber gegen Pjotr Sajew und musste sich deshalb wieder mit dem 3. Platz begnügen. Das beste Ergebnis bei einer sowjetischen Meisterschaft erreichte er dann im Jahre 1979. Er kam in diesem Jahr bis in das Finale, in dem er aber gegen Choren Indschejan nach Punkten verlor und damit sowjetischer Vize-Meister wurde. Es gelang ihm also in seiner Laufbahn nie, sowjetischer Meister bei den Senioren zu werden.
Verglichen mit den sowjetischen Meisterschaften verlief die internationale Laufbahn von Wiktor Uljanitsch wesentlich erfolgreicher. 1970 siegte er beim Chemie-Pokal in Halle (Saale) im Finale über Bernd Anders, DDR, nach Punkten. 1971 belegte er bei der Meisterschaft der Armeen der Warschauer-Pakt-Staaten (SKDA-Meisterschaften) in Miskolc/Ungarn nach einer Punktniederlage im Finale gegen Alexander Wasjuschkin, UdSSR, den 2. Platz und 1972 siegte er bei diesem Turnier, das in Frankfurt (Oder) stattfand, im Finale über seinen Landsmann Gadschudin Gadschijew nach Punkten.
Im Jahre 1973 unterlag er bei der sowjetischen Europameisterschafts-Ausscheidung in Lwow zwar im Halbfinale gegen Gennadi Kokurin nach Punkten, wurde aber trotzdem für die Europameisterschaft in Belgrad nominiert. Er rechtfertigte diese Nominierung mit Siegen über Peter Mullen, Irland, Ion Alexe, Rumänien und Peter Hussing, Deutschland und dem Gewinn des Europameister-Titels.
1974 siegte er in Sofia erneut bei der Meisterschaft der Armeen der Warschauer-Pakt-Staaten, wo er im Endkampf Wjatscheslaw Andrejew, UdSSR, besiegte. Bei einem Turnier im Oktober 1974 siegte er in Izmir im Finale über Andrzej Biegalski aus Polen klar nach Punkten.
1975 war Wiktor Uljanitsch dann in Kattowitz erneut bei der Europameisterschaft am Start. Er gewann dort über Jürgen Fanghänel, DDR, und Garfield McEwan, England, jeweils nach Punkten, unterlag aber im Finale gegen den von einem fanatischen Publikum unterstützten Andrzej Biegalski nach Punkten und wurde damit "nur" Vize-Europameister. Das war gleichzeitig das Ende seiner internationalen Karriere als Boxer.

## Internationale Erfolge
| Jahr | Platz | Wettbewerb                                  | Gewichtsklasse | Ergebnis |
| 1969 | 5.    | 5. Turnier der olymp. Hoffnungen in Lodz    | Schwer         | nach einer Abbruch-Niederlage in der 2. Runde gegen Adolfo Galvez, Kuba                                                                                                |
| 1970 | 2.    | Strandja-Turnier in Sofia                   | Schwer         | nach einer Punktniederlage im Finale gegen Kiril Pandow, Bulgarien |
| 1970 | 1.    | Chemie-Pokal in Halle (Saale)               | Schwer         | nach einem Punktsieg im Finale über Bernd Anders, DDR |
| 1971 | 2.    | 8. SKDA-Meisterschaften in Miskolc/Ungarn   | Schwer         | nach einer Punktniederlage im Finale gegen Alexander Wasjuschkin, UdSSR                                                                                                |
| 1972 | 1.    | 9. SKDA-Meisterschaften in Frankfurt (Oder) | Schwer         | nach einem Punktsieg im Finale über Gadschudin Gadschijew, UdSSR |
| 1973 | 1.    | EM in Belgrad                               | Schwer         | nach einem techn. KO-Sieg in der 1. Runde über Peter Mullen, Irland und Punktsiegen über Ion Alexe, Rumänien (4:1) und Peter Hussing, Bundesrepublik Deutschland (5:0) |
| 1974 | 1.    | 5. Leningrad\|Leningrader Box-Turnier       | Schwer         | nach einem techn. KO-Sieg in der 3. Runde über Nikolai Axjonow, UdSSR                                                                                                  |
| 1974 | 1.    | 11. SKDA-Meisterschaften in Sofia           | Schwer         | nach einem Punktsieg im Finale über Wjatscheslaw Alexejew, UdSSR |
| 1974 | 1.    | Intern. Turnier Izmir                       | Schwer         | nach einem Punktsieg im Finale über Andrzej Biegalski, Polen |
| 1975 | 2.    | EM in Kattowitz                             | Schwer         | nach Punktsiegen über Jürgen Fanghänel, DDR (4:1) und Garfield McEwan, England (4:1) und einer Punktniederlage gegen Andrzej Biegalski (1:4)                           |
| 1978 | 3.    | TSC-Turnier in Berlin                       | Schwer         | nach einer Punktniederlage im Halbfinale gegen Werner Kohnert, DDR |
| 1979 | 3.    | Kings-Cup in Bangkok                        | Schwer         | nach einer Punktniederlage im Halbfinale gegen Jimmy Clark, USA |

## Länderkämpfe
| Jahr | Ort           | Begegnung       | Gewichtsklasse | Ergebnis                                   |
| 1974 | Kislowodsk    | UdSSR gegen USA | Schwer         | Punktsieg über Emory Chapman               |
| 1975 | Las Vegas     | USA gegen UdSSR | Schwer         | Punktsieg über Marvin Stinson              |
| 1975 | St. Louis     | USA gegen UdSSR | Schwer         | KO-Sieg in der 1. Runde über Helton Willis |
| 1975 | New York City | USA gegen UdSSR | Schwer         | Punktsieg über Marvin Stinson              |

## Meisterschaften der UdSSR
| Jahr | Platz | Gewichtsklasse | Ergebnis                                                                       |
| 1970 | 9.    | Schwer         | nach einer Punktniederlage im Achtelfinale gegen Wladimir Tschernyschew        |
| 1971 | 17.   | Schwer         | nach einer Punktniederlage in der Runde der letzten "32" gegen Ilyuk           |
| 1972 | 9.    | Schwer         | nach einer Punktniederlage im Achtelfinale gegen Juri Nesterow                 |
| 1974 | 3.    | Schwer         | nach einer Punktniederlage im Halbfinale gegen Jewgeni Nikolajewitsch Gorstkow |
| 1975 | 3.    | Schwer         | nach einer Punktniederlage im Halbfinale gegen Pjotr Sajew                     |
| 1977 | 9.    | Schwer         | nach einer Punktniederlage im Achtelfinale gegen Gennadi Kokurin               |
| 1979 | 2.    | Schwer         | nach einer Punktniederlage im Schwergewicht gegen Choren Indscheyan            |

## Erläuterungen
- EM = Europameisterschaft
- Schwergewicht, damals Gewichtsklasse über 81 kg Körpergewicht